# Conspiranoid
Conspiranoid è un EP del gruppo musicale statunitense Primus, pubblicato nel 2022.

## Tracce
Testi e musiche di Les Claypool.
1. Conspiranoia – 11:39
2. Follow the Fool – 3:45
3. Erin on the Side of Caution – 4:32

## Formazione
- Les Claypool – voce, basso
- Larry LaLonde – chitarra elettrica
- Tim "Herb" Alexander – batteria